# 89-es villamos (Budapest)
A budapesti 89-es jelzésű villamos a Kálvin tér és a Közvágóhíd között közlekedett. A járatot a Fővárosi Villamosvasút üzemeltette.

## Története
1942. december 14-én indult el a 88A villamos helyett az Eskü tér és a Közvágóhíd között. 1944 szeptemberében megnőtt a jelentősége, a MÁV szükségforgalom miatt sűrítve közlekedtették. 1944. december 20-án szüntették meg.
1946. május 13-án indult újra a Petőfi híd – Közvágóhíd útvonalon. Augusztus 20-án átadták a Szabadság hidat, ezért a 89-es villamos belső végállomása a Kálvin térre került. 1949. november 26-án szüntették meg a 88-as villamossal együtt: a 88-as jelzése 33-asra, a 89-esé pedig 34-esre módosult.